# Adam Johann von Krusenstern
Adam Johann von Krusenstern (Hagudi, 9 de novembro de 1770 — 24 de agosto de 1846) foi um explorador germano-báltico e almirante da Marinha Imperial Russa. Liderou a primeira circum-navegação russa do globo. Na Rússia, Krusenstern é conhecido por Иван Фёдорович Крузенштерн (Ivan Fedorovich Kruzenshtern).
Na mesma expedição de circum-navegação, participou Georg Heinrich von Langsdorff, que depois viria explorar o interior do Brasil.
Escreveu sobre a expedição o livro Reise um die Welt in den Jahren 1803, 1804, 1805 und 1806 auf Befehl Seiner Kaiserliche Majestät Alexanders des Ersten auf den Schiffen Nadeschda und Newa, ou em português, Jornada ao redor do mundo nos anos 1803, 1804, 1805, e 1806 sob o comando de Sua Majestade Imperial Alexandre I nos Navios Nadezhda e Neva, publicado em São Petersburgo, em 1810.

## Obras
- Reise um die Welt 1803-06. 3 volumes, São Petersburgo 1810-1812, com Atlas
- Beyträge zur Hydrographie der größern Ozeane, Leipzig 1819 (Göttinger Digitalizierungszentrum)
- Atlas de l'océan Pacifique. 2 volumes, São Petersburgo 1824-1827